# Tabor, South Dakota
Tabor är en kommun (town) i Bon Homme County i South Dakota. Orten har fått sitt namn efter den tjeckiska staden Tábor. Vid 2010 års folkräkning hade Tabor 423 invånare.